# Dzierbin
Dzierbin (biał. Дзербін; ros. Дербин, Dierbin) – wieś na Białorusi, w obwodzie homelskim, w rejonie oktiabrskim, w sielsowiecie Wałosawiczy, przy drodze republikańskiej R34.